# Lichtenmoor
Koordinaten: 52° 42′ 28″ N, 9° 21′ 28″ O
Das Lichtenmoor ist ein ursprünglich 50 km² großes degeneriertes Hochmoor in Niedersachsen. Es liegt nordöstlich von Nienburg/Weser in den Landkreisen Nienburg und Heidekreis. Die abgetorften Moorflächen werden meist landwirtschaftlich genutzt und sind teilweise aufgeforstet worden. Mehrere Flächen des Lichtenmoors sind als Naturschutz- bzw. FFH-Gebiet ausgewiesen.

## Lage

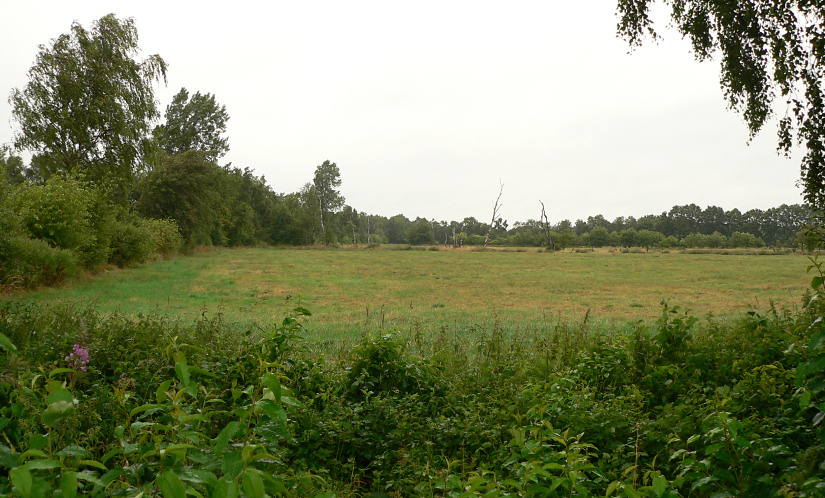
Wiese im Lichtenmoor

Das Lichtenmoor liegt nordöstlich von Nienburg/Weser zwischen den Flüssen Weser und Aller. Es befindet sich rund 30 km nördlich des Steinhuder Meeres. Durch das Lichtenmoor führen zwei Straßen, die in West-Ost und in Nord-Süd-Richtung verlaufen und sich im Zentrum des Gebietes in Lichtenhorst kreuzen. An den Rändern des früheren Moores liegen die Orte Rethem-Moor, Steimbke, Sonnenborstel, Anderten und Lichtenmoor. Die zentral im Moor gelegene Siedlung Lichtenhorst wurde erst 1919 gegründet.

## Geschichte

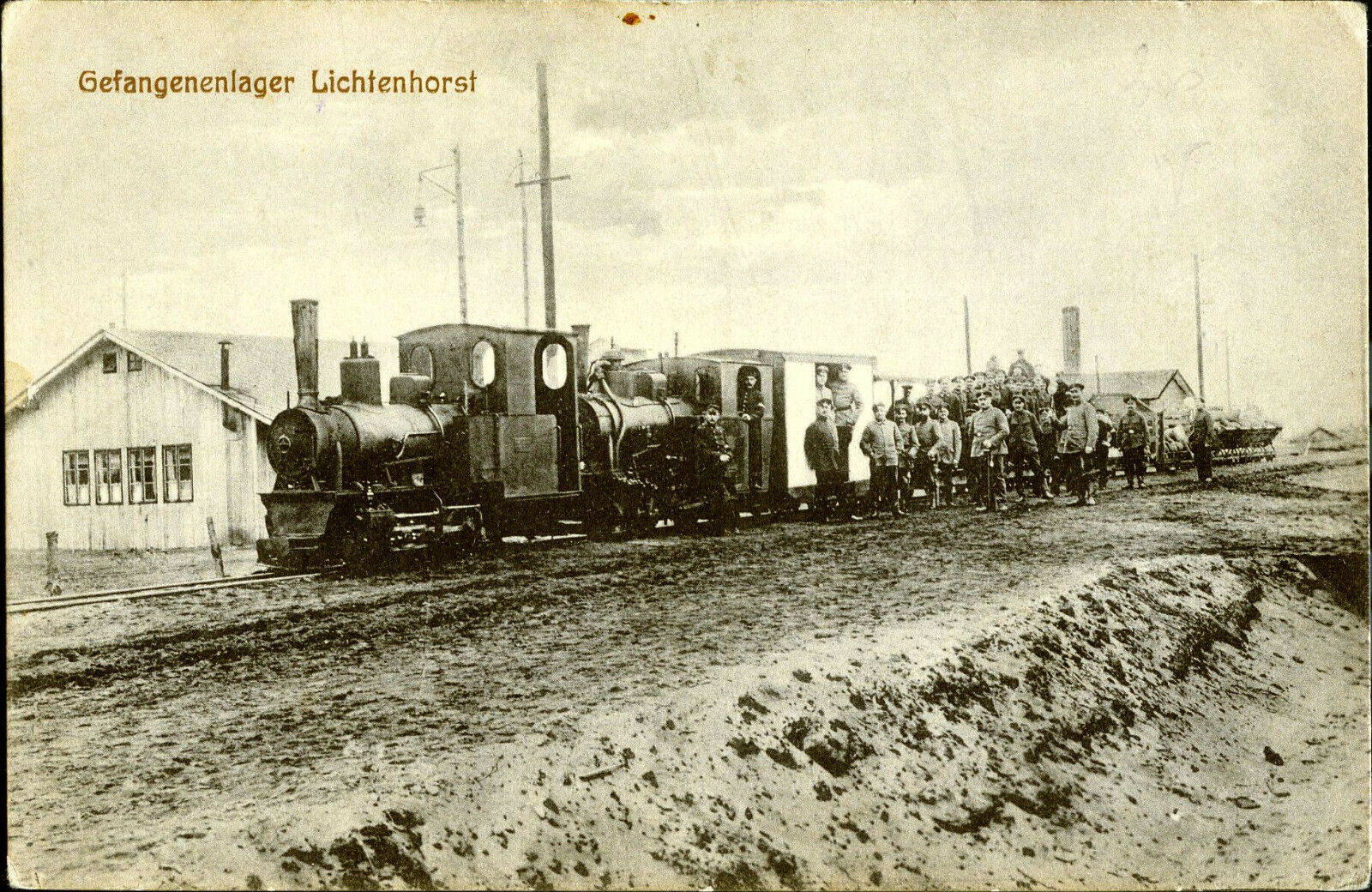
Gefangenenlager Lichtenhorst mit Feldbahnlokomotiven

Das Lichtenmoor ist danach benannt, dass es baumfrei, also licht ist. Bis zum Beginn des 19. Jahrhunderts war das Moor größtenteils naturbelassen, nur am Rande gab es Torfgewinnung durch die Bewohner der umliegenden Dörfer. 1765 fanden erste Vermessungsarbeiten im Moor statt. 1792 verkaufte das Amt Wölpe erste Moorgrundstücke an Bauern. Die Urbarmachung des Moores setzte nach der 1848 erfolgten Regulierung der Alpe ein, die am Moor vorbeifließt. Bei der Flurbereinigung 1855 wurde das Lichtenmoor aufgeteilt. 1899 begannen die ersten Kultivierungsversuche im Moor von den umliegenden Dörfern aus, die 1905 eingestellt wurden. Während des Ersten Weltkriegs wurde 1914 ein Kriegsgefangenenlager im Moor eingerichtet, das erst 1924 aufgelöst wurde. Nach dem Beschluss von 1912 in Neustadt am Rübenberge, das Moor zu besiedeln, kamen 1919 die ersten Siedler. Es waren landlose Bauern, die die Siedlungen Lichtenmoor und Lichtenhorst gründeten. 1934 wurde eine Erdölbohrung im Lichtenmoor fündig.

## Flora und Fauna
Das Lichtenmoor bildete sich vor mehreren tausend Jahren als Hochmoor in der Randsenke eines unterirdischen Salzstocks aus. Heute ist es ein degeneriertes Moor. Der Torf des früheren Hochmoores wurde über Jahrhunderte im Handstich durch die Bewohner der umliegenden Dörfer gewonnen. Die industrielle Abtorfung des Moores setzte 1938 ein, großflächig nach dem Zweiten Weltkrieg, und wird noch heute betrieben. Weite Teile der abgetorften Hochmoorlandschaft besteht heute aus kultivierten Flächen wie Grünland, Ackerland oder Waldaufforstungen, aber auch aus unkultivierten Bereichen. 
Zur Moorregeneration wurde 1970 eine Fläche von 236 ha als Naturschutzgebiet „Lichtenmoor“ im Nordwesten des Lichtenmoors ausgewiesen. 243 ha von ihm, darunter das gesamte Naturschutzgebiet, sind als FFH-Gebiet ausgewiesen. Nach der Aufstellung des niedersächsischen Moorschutzprogramms von 1981 wurden 1984 und 1985 mit den Naturschutzgebieten „Steimbker Kuhlen“, „Rodewalder Lichtenheide“, „Rodewalder Wiehbuschwiesen“ und „Holtorfer Moor“ weitere Teile unter Schutz gestellt, einer Nutzung entzogen und wieder vernässt. 1995 folgten das Naturschutzgebiet „Weißer Graben“ sowie 2016 das Naturschutzgebiet „Randbereiche Lichtenmoor“. Die Wiedervernässung und Entkusselung hat teilweise zum Wachstum der Hochmoorvegetation geführt. Typische Pflanzenbestände sind Pfeifen- und Wollgras sowie Moorheiden. Daneben gibt es Birken-, Kiefern- und Moorwälder. Das feuchte Grünland des Lichtenmoors dient zahlreichen Vogelarten als bedeutendes Brut- und Rastquartier. Es ist vor allem für Kraniche ein wichtiger Sammel- und Schlafplatz.

## Geplantes Atommülllager

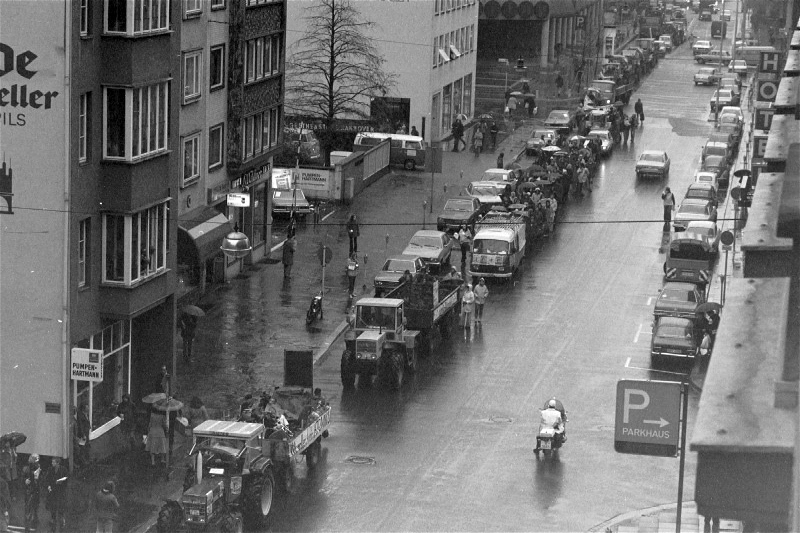
Trecker-Demonstration der Bürgerinitiative „Rund ums Lichtenmoor“ am 11. November 1976 nach Hannover;
Foto: Jochen Mellin, Bildarchiv der Region Hannover

1976 wurden Pläne zur Errichtung eines unterirdischen Atommüllendlagers im Salzstock Gorleben-Rambow unter dem Lichtenmoor bekannt. Oberirdisch sollte eine Wiederaufarbeitungsanlage für Kernbrennstoffe entstehen. Gegen das Vorhaben gründeten Bewohner der umliegenden Orte Bürgerinitiativen, darunter die Bürgerinitiative gegen das Atommülllager Lichtenmoor. Am 16. Juli 1976 verhinderten etwa 20 Personen eine geplante und genehmigte Erkundungsbohrung. Im Anschluss besetzten sie über Monate den vorgesehenen Bohrplatz. Zu einer Protestaktion gegen einen Atommüllpark fanden sich am 30. Juli 1976 in Lichtenmoor etwa 600 Personen ein. Neben dem Lichtenmoor waren auch Standorte im Emsland und in der Südheide als Standort einer Lagerstätte im Gespräch. Anfang 1977 entschied sich die Niedersächsische Landesregierung unter Ministerpräsident Ernst Albrecht für Erkundungen im Salzstock Gorleben.

## Sonstiges

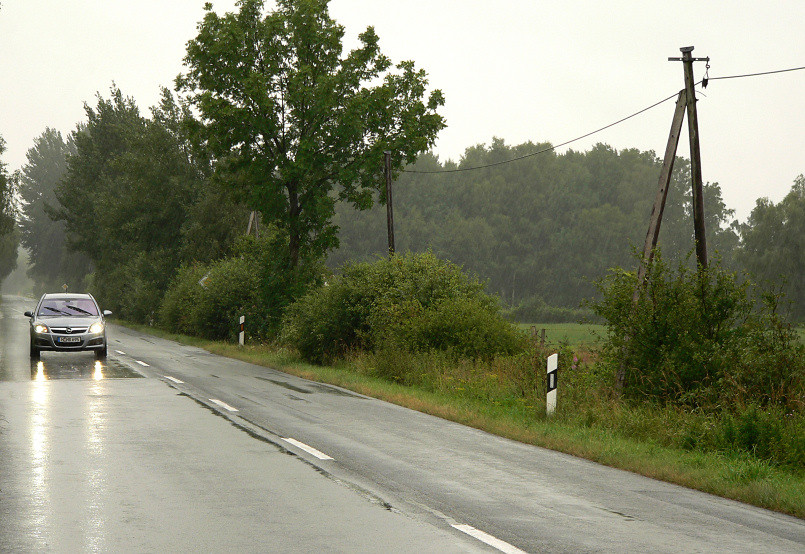
Straße durch das Lichtenmoor

Ab 1968 befand sich  im Lichtenmoor eine 11 ha große Militäranlage der Bundeswehr mit mobilen Hawk-Flugabwehrraketen. Sie lag etwa einen Kilometer östlich des Ortes Lichtenmoor. Nach dem Ende des Kalten Krieges wurde die Stellung aufgegeben und die Bundeswehreinheit zog 1993 ab. Danach wurde die Anlage landwirtschaftlich und als Privatgrundstück genutzt.